# Isaak Borissowitsch Feinerman
Isaak Borissowitsch Feinerman (russisch Исаа́к Бори́сович Фейнерма́н, Pseudonym Teneromo, Тенеро́мо, eigentlich Jizchak Feinerman; geb. 1863 in Krementschuk; gest. 1925) war ein jüdischer Publizist und Filmdramaturg in Russland und der Sowjetunion.
Er war ein glühender Anhänger von Lew N. Tolstoi und dessen Lehren.

## Leben
Jizchak Feinerman wurde 1863 in Krementschuk in einer jüdischen Familie geboren.
1885 ging er nach Jasnaja Poljana, das Landgut von Lew Tolstoi und lebte dort einige Jahre. Er vertrat die Ideen eines einfachen Lebens radikal, arbeitete dort zunächst als Lehrer, später nur noch in der Landwirtschaft oder als Schäfer in großer selbst gewählter Armut.
Feinerman ging zurück nach Krementschuk, lebte später in Poltawa, dann in Elisabethgrad. Er arbeitete als Tischler, dann als Zahnarzt. Ab ungefähr 1900 begann er Artikel für Zeitschriften und Zeitungen zu verfassen, schrieb Aufsätze sowie erste Stücke und Filmszenarien. Er engagierte sich weiterhin sehr stark für die Person und die Lehren Tolstois. 1910 organisierte er dessen Begräbnis.
Feinerman arbeitete in einigen Filmen als Dramaturg und intensivierte seine publizistische Tätigkeit.
1925 starb er.

## Filmszenarien
- Weggang des großen Alten (1912), über L. N. Tolstoi
- Sinnlosigkeit des Trinkens (1914), nach Texten von Tolstoi
- Jüdisches Glück (1925)

## Schriften
- Erinnerungen an L. N. Tolstoi (Воспоминания о Л. Н. Толстом и его письма), St. Petersburg 1906
- Reden von L.N. Tolstoi (1885-1908) ( Живые речи Л. Н. Толстого (1885-1908 гг.)), Odessa 1908
- L. N. Tolstoi über die Juden (Л. Н. Толстой о евреях), St. Petersburg 1908

| Personendaten    | Personendaten                                                                                               |
| ---------------- | --- |
| NAME             | Feinerman, Isaak Borissowitsch                                                                              |
| ALTERNATIVNAMEN  | Teneromo (Pseudonym); Тенеро́мо; Feinerman, Jizchak (wirklicher Name); Фейнерма́н, Исаа́к Бори́сович (russisch) |
| KURZBESCHREIBUNG | russischer Publizist und Filmdramaturg                                                                      |
| GEBURTSDATUM     | 1863 |
| GEBURTSORT       | Krementschuk                                                                                                |
| STERBEDATUM      | 1925 |